# Amphiura frigida
Amphiura frigida är en ormstjärneart som beskrevs av Jean Baptiste François René Koehler 1897. Amphiura frigida ingår i släktet Amphiura och familjen trådormstjärnor. Inga underarter finns listade i Catalogue of Life.